# Anachemmis sober
Anachemmis sober is een spinnensoort in de taxonomische indeling van de Tengellidae.
Het dier behoort tot het geslacht Anachemmis. De wetenschappelijke naam van de soort werd voor het eerst geldig gepubliceerd in 1919 door Ralph Vary Chamberlin.